# Mitsubishi Cordia

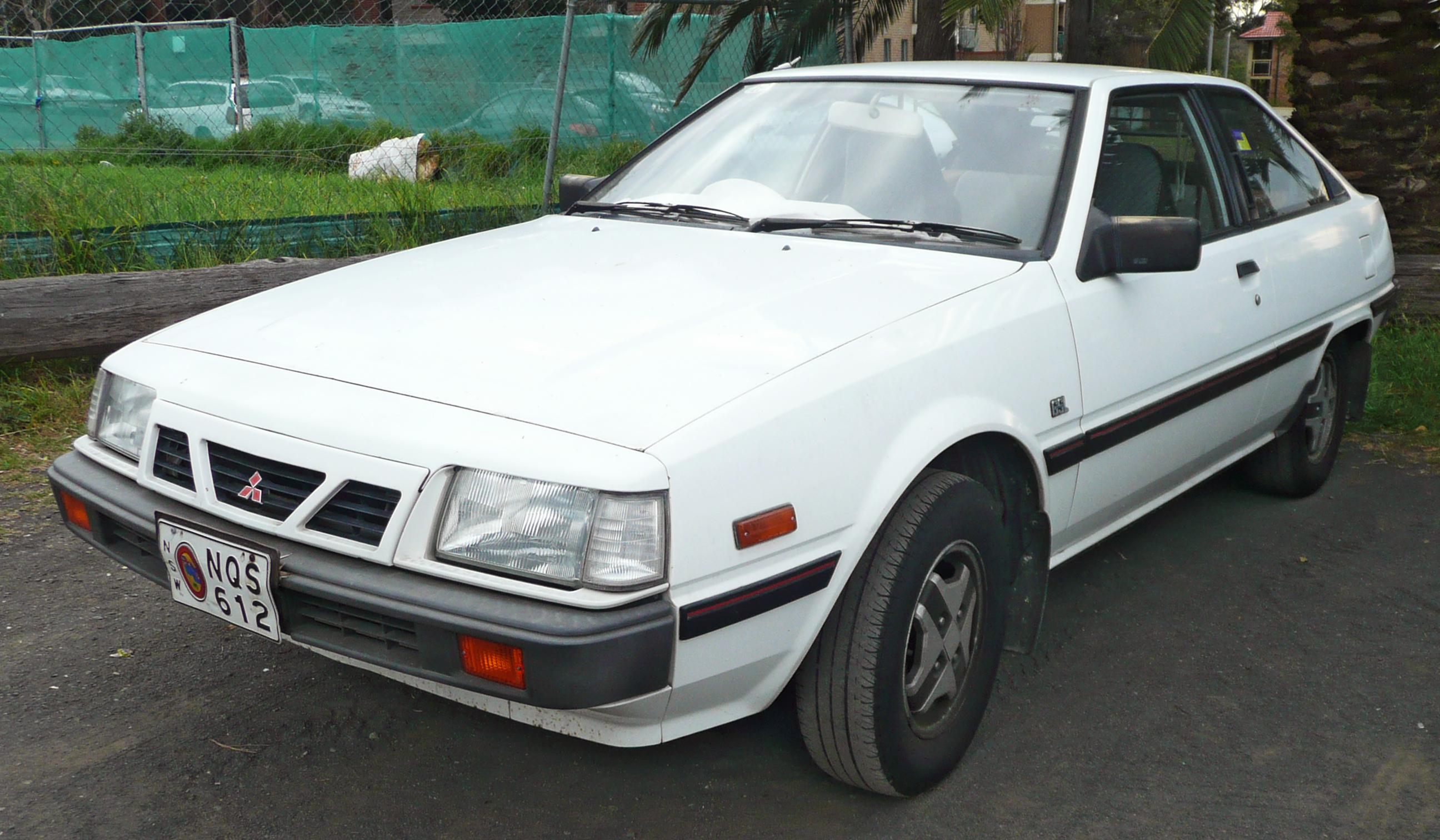
Mitsubishi Cordia

Mitsubishi Cordia är en kompakt kombi-kupé som byggdes av Mitsubishi Motors 1982 till 1990. Dess namn är förmodligen en blandning av "cordorite" (en glänsande mineral) och "diamanter" från Mitsubishi Tre Diamonds logotyp. Vid sidan av Tredia och Starion, var det en av de första bilar som importerades och såldes till USA av företaget utan inblandning av dess dåvarande partner, Chrysler Corporation.

## Översikt
Utformad för att passa mellan befintliga Galant- och Lancer-modeller för att öka den totala lineupen av personbilar använde Cordia och Tredia framhjulsdrift, och var av liknande konstruktion som den samtida Mirage. De innehöll en MacPherson fjäderben / stel framaxel, främre skivbromsar, manuell eller elektriskt styrd automatisk växellåda, och ett val av tre motorer: en 1,4 liter med beräknad effekt 68 hk, en 75 hk (55 kW) på 1,6 liter och en 115 hk (85 kW) turboladdade 1,6 liter. Vissa exportmarknader fick även en förgasarmotor - 110 hk (81 kW) 2,0 liter.
Bilarna fick en mild ansiktslyftning 1983, och fyrhjulsdrift erbjöds 1984. Motorprogrammet reformerades 1985 för att göra det möjligt för bilar att köra på blyfri bensin, inklusive införandet av en 1,8 liters motor i både 100 hk (70 kW) , konventionell förgasare och 135 hk (101 kW) turboladdad form, innan produktionen lades ner 1990. 1988 var det sista året i USA.